# Camille du Gast
Marie Marthe Camille Desinge du Gast (Paris, França, 30 de maio de 1868 - Paris, França, 24 de abril de 1942), conhecida como Camille Crespin du Gast ou ainda Camille du Gast, foi uma pioneira e das mais célebres automobilistas francesas durante a Belle Époque, juntamente com Hélène de Rothschild (Baronesa Hélène van Zuylen) e Anne de Rochechouart de Mortemart (Duquesa de Uzès). Era também conhecida como "uma das mais belas mulheres de Paris" e das "viúvas mais ricas e talentosas de França", para além de uma exímia desportista e aventureira, realizando inúmeras façanhas como balonista, paraquedista, esgrimista, condutora de trenó, esquiadora, atiradora de espingarda e pistola ou ainda treinadora de cavalos, revelando ainda talento para a música como pianista e cantora soprano. Tornou-se ainda na segunda mulher a competir numa corrida internacional de automóveis, sendo apelidada pela imprensa como l'Amazone (a Amazona) e la Walkyrie de la Mécanique (a Valquíria da Mecânica).
Em França ficou também conhecida pelo seu extenso trabalho como activista e benemérita. Foi presidente da Société protectrice des animaux (Sociedade Protectora dos Animais, SPA) até à data da sua morte, aplicando vários métodos de ação direta nos seus protestos e campanhas, sobretudo, contra a prática da tauromaquia, e ainda exerceu como vice-presidente da Ligue Française du Droit des Femmes (Liga Francesa dos Direitos das Mulheres), prestando, ainda antes disso, ajuda financeira e cuidados de saúde a mulheres e crianças desfavorecidas em Paris, continuando a dar esse mesmo auxílio sob a ocupação nazi, durante a Segunda Guerra Mundial.
Internacionalmente, ficou também célebre por ter sido a figura central no escândalo parisiense de "La Femme au Masque", onde foi maliciosamente, e erroneamente, identificada como a modelo nua na famosa pintura de Henri Gervex. Por este facto, envolveu-se em três processos judiciais, sendo a história relatada por vários periódicos em todo o mundo.
O seu exuberante estilo de vida social e desportivo apenas se alterou quando, em 1910, viveu uma experiência traumática, tendo a sua filha tentado matá-la pela herança. Após o incidente, Camille du Gast abandonou as competições desportivas e dedicou-se ao trabalho diplomático em Marrocos, a diferentes obras de caridade e ao activismo pela defesa dos direitos dos animais, das mulheres desfavorecidas e dos órfãos.

## Biografia

### Primeiros Anos

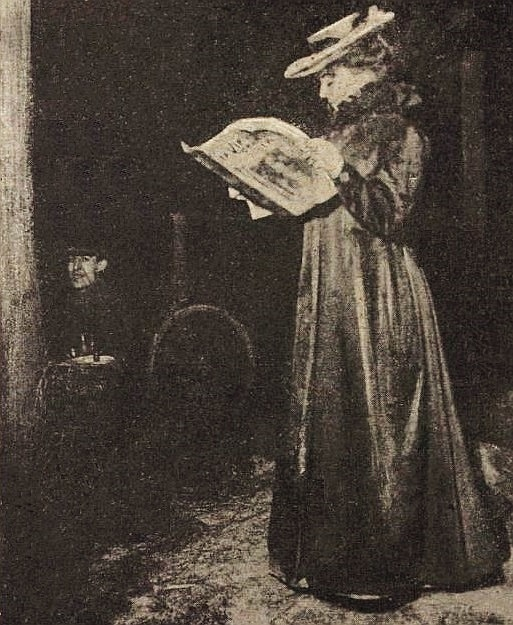
Retrato de Camille du Gast, publicado pela revista La Vie en Plein Air (1902)

Nascida Marie Marthe Camille Desinge du Gast em Paris, no ano de 1868, era filha de Louis Desinge e de Clémence Carpentier, ambos  provenientes de famílias da alta burguesia francesa, proprietários de fábricas de roupa masculina e de vários imóveis em Paris, sendo a mais nova dos três filhos do casal. Apelidada desde muito jovem como a 'garçon manqué' (tomboy) da família, com apenas cinco anos de idade começou a ter aulas de piano com o conceituado professor de música Félix Le Couppey, seguindo-se as aulas de canto como soprano e, mais tarde, a realização de vários concertos e galas de beneficência onde actuava, acompanhado pelo pianista e compositor brasileiro Carlos de Mesquita, perante o público de Paris e das províncias.

### Vida Amorosa e Casamento

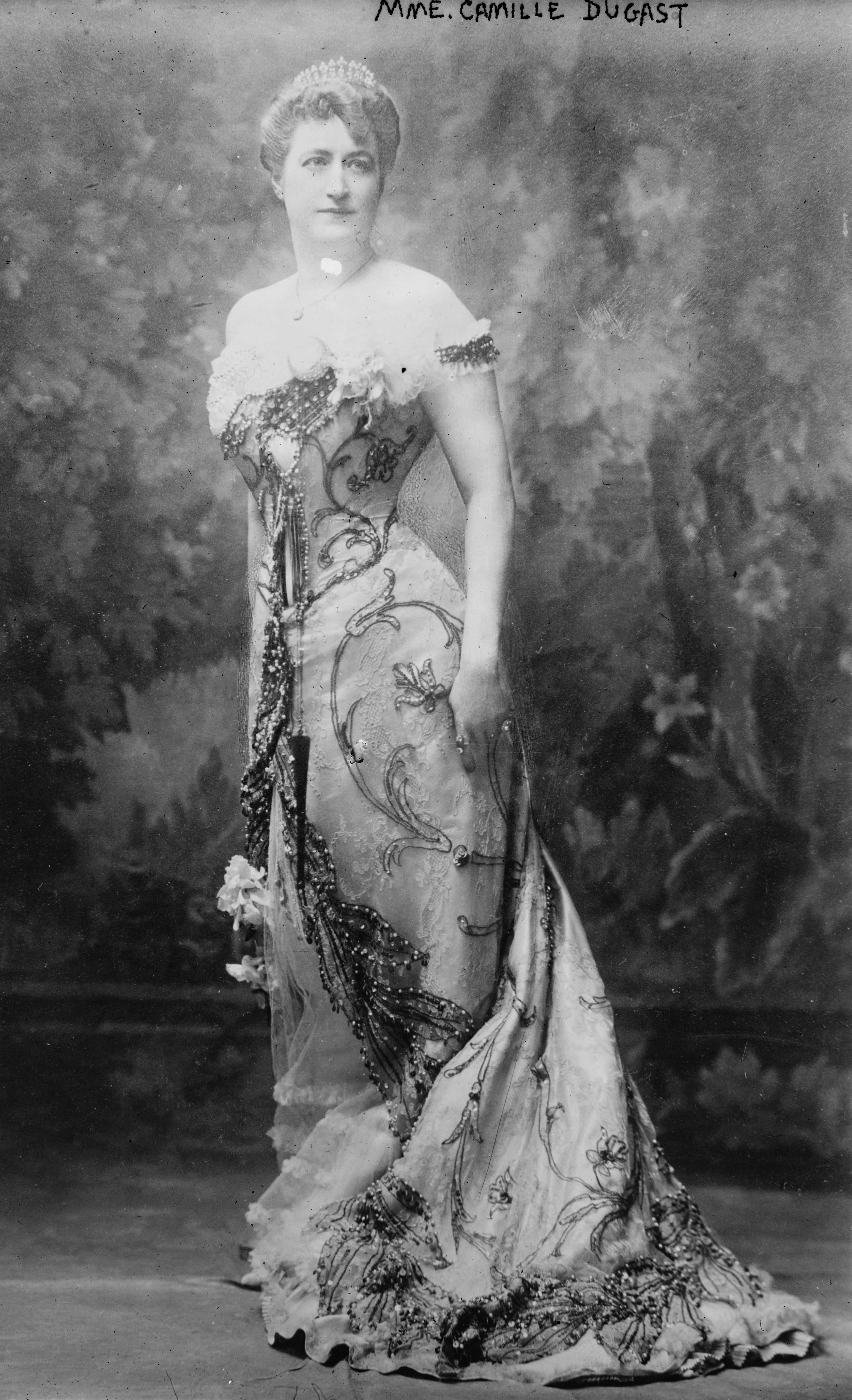
Retrato de Camille du Gast para um anúncio publicitário sobre os seus recitais (1890)

Em 1888, com 20 anos de idade, Camille apaixonou-se por Jules Crespin, gerente e accionista maioritário da Dufayel, um dos maiores departamentos de lojas de França, fundando por Jacques Crespin, sob o nome de Le Palais de la Nouveauté, no 18º arrondissement de Paris. Sem receio do preconceito da sociedade de então, o casal passou a viver junto, nascendo da sua relação a sua única filha Diane Crespin, pouco depois. Apenas em 1894 o casal formalizou a sua união em casamento, de modo a proteger legalmente a sua filha, passando então a jovem Camille a utilizar o nome Camille Crespin du Gast.

### Balonismo e Paraquedismo

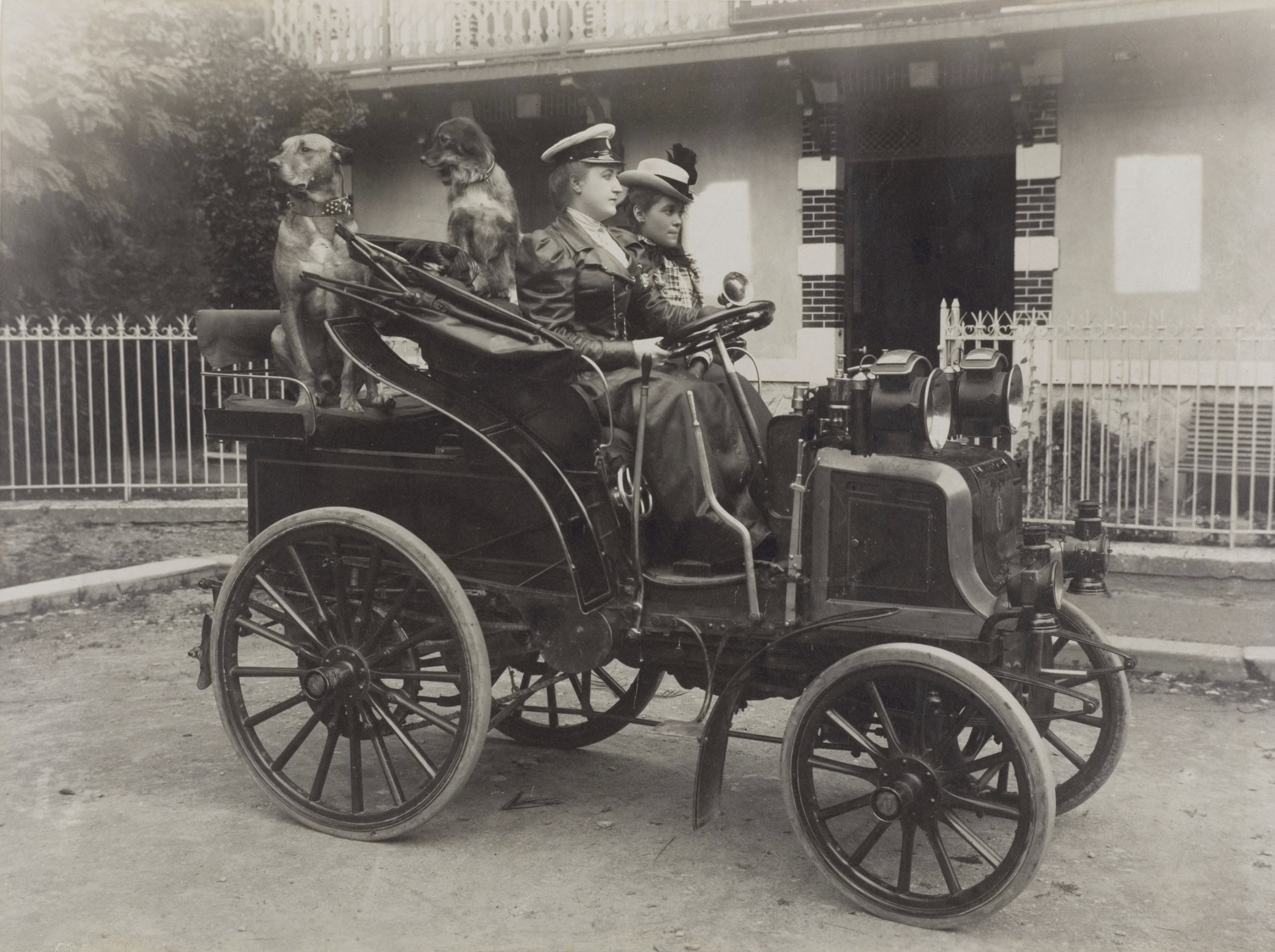
Madame du Gast ao volante da sua primeira viatura motorizada Panhard & Levassor (1900)

Atentos aos novos movimentos artísticos e descobertas científicas do fim do século XIX, o apaixonado casal frequentava todos os eventos culturais de grande renome da elite intelectual de Paris, desde óperas, galerias de arte, museus, salões literários e exposições internacionais, aderindo também a novas atracções como o balonismo e o paraquedismo, sendo noticiado em 1895, a acrobacia que Camille realizou ao saltar a uma altitude de 610 metros de um balão de ar quente, usando um páraquedas. Para além de emoções fortes, o casal era também bastante apaixonado pelos seus animais, possuindo na sua mansão e herdades, cerca de uma dezena de cães de grande porte, todos vencedores de várias competições caninas, e vários cavalos.

### Automobilismo
Em 1896, Jules Crespin morreu, com apenas 27 anos de idade, tornando Camille Crespin du Gast numa das viúvas mais jovens e ricas de França. Respeitando o pedido do seu marido antes de falecer, nos anos que se seguiram, a jovem viúva começou a participar também em outras actividades desportivas como o automobilismo, utilizando no entanto sempre o seu nome de solteira, du Gast, como forma de evitar que as suas acções fossem consideradas golpes ou acrobacias publicitárias para os empreendimentos da família Crespin.

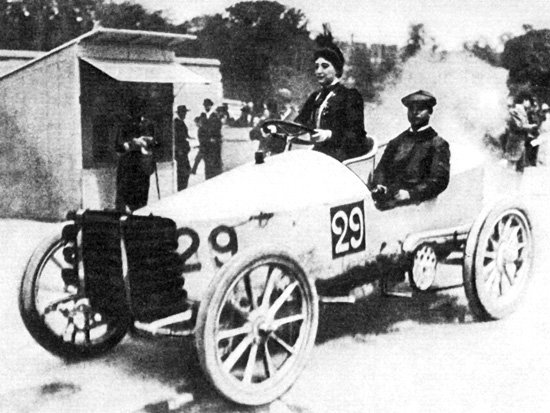
Camille du Gast na competição Paris-Madrid (1903)

Em 1898, tirou a carta de condução, tornando-se na segunda mulher a realizar o feito em França, após a Duquesa de Uzès, comprou um Peugeot e um Panhard et Levassor e, em 1901, ao participar na corrida Paris-Berlin, onde arrecadou o 33º lugar entre os 154 participantes, tornou-se na segunda mulher a competir numa corrida internacional de automóveis, seguindo-se, nos anos seguintes, a corrida Paris-Viena e Paris-Madrid, conhecida também como a Corrida da Morte, onde auxiliou o piloto inglês Phil Stead que havia capotado e se encontrava preso debaixo do carro, perdendo a sua posição de 8º para o 77º lugar. Apesar do sucesso de Camille e da atenção que esta recebeu da imprensa francesa e internacional, em 1902 foi-lhe recusada a entrada na corrida de Nova Iorque a São Francisco por ser mulher, e em 1904 foi-lhe novamente negada a inscrição na prestigiada Copa Gordon Bennet, entre Paris e Berlim, devido ao facto de que o Governo Francês e o Automobile Club de France, entidade pela qual os participantes franceses deveriam estar inscritos, decidiram excluir as mulheres da competição por estas não controlarem o seu "nervosismo". Furiosa, Camille protestou em vão contra o acto discriminatório do governo e do clube ao qual pertencia, sendo a única mulher membro, e publicou uma carta aberta no periódico L'Auto. 

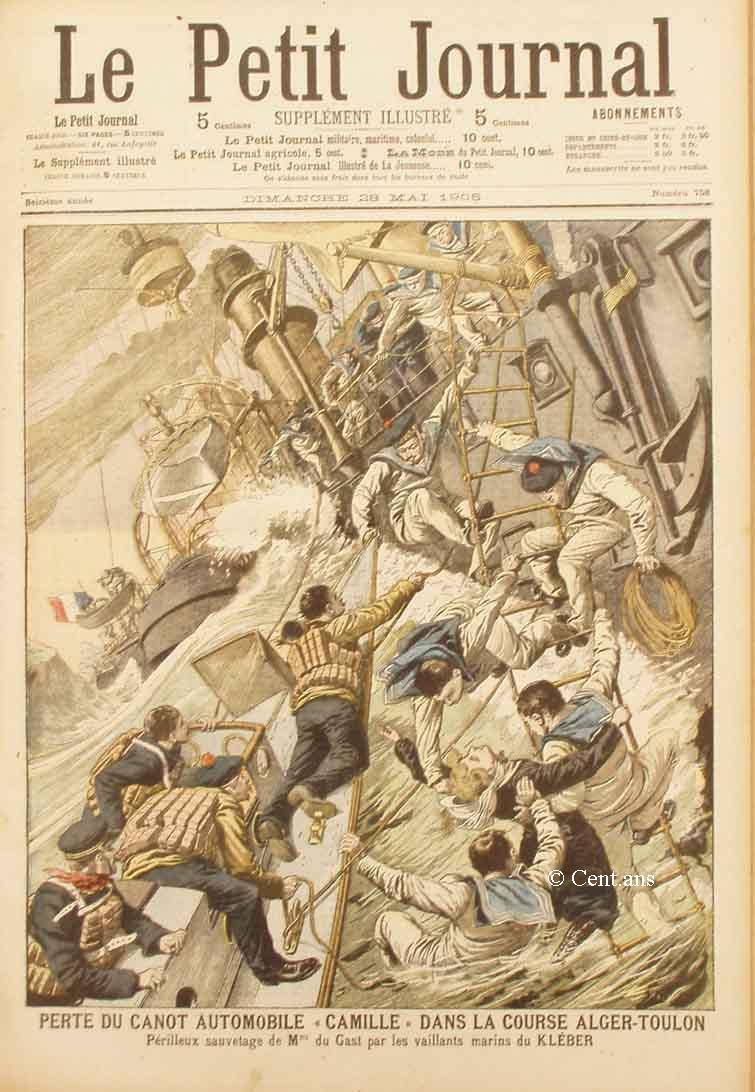
Capa do periódico Le Petit Journal, datado de 28 de maio de 1905, figurando a tempestade que naufragou o Camille, barco a mortor de Camille du Gast, durante a Copa do Mediterrâneo, entre Argel e Toulon.

### Motonáutica e Outras Modalidades Desportivas
Decidida a provar-lhes o contrário, a desportista que estava proibida de competir nas corridas automobilísticas decidiu participar em várias provas de motonáutica, percorrendo num barco a motor o rio Sena ou a costa do Mónaco. Um ano depois, contudo, a sua carreira nesta modalidade terminou, quando ao participar na Copa do Mediterrâneo, entre Argel e Toulon, durante uma forte tempestade, todas as embarcações naufragaram. Apesar de Camille ter sido resgatada pelo cruzador da marinha francesa Kléber e vencido a competição por ser a participante mais perto do ponto de chegada, a famosa viúva nunca mais competiu na modalidade, voltando-se para outras actividades como a equitação, o tiro ao alvo, a esgrima, a aviação, o montanhismo, o esqui ou como exploradora em novos destinos, como quando em 1906, viajou pela primeira vez para Marrocos, onde atravessou a região do Rife a cavalo, regressando anos mais tarde ao país onde desempenhou missões diplomáticas para o Governo Francês, primeiro em 1910 em nome do Ministério das Relações Exteriores e, posteriormente, em 1912 pelo Ministério da Agricultura.

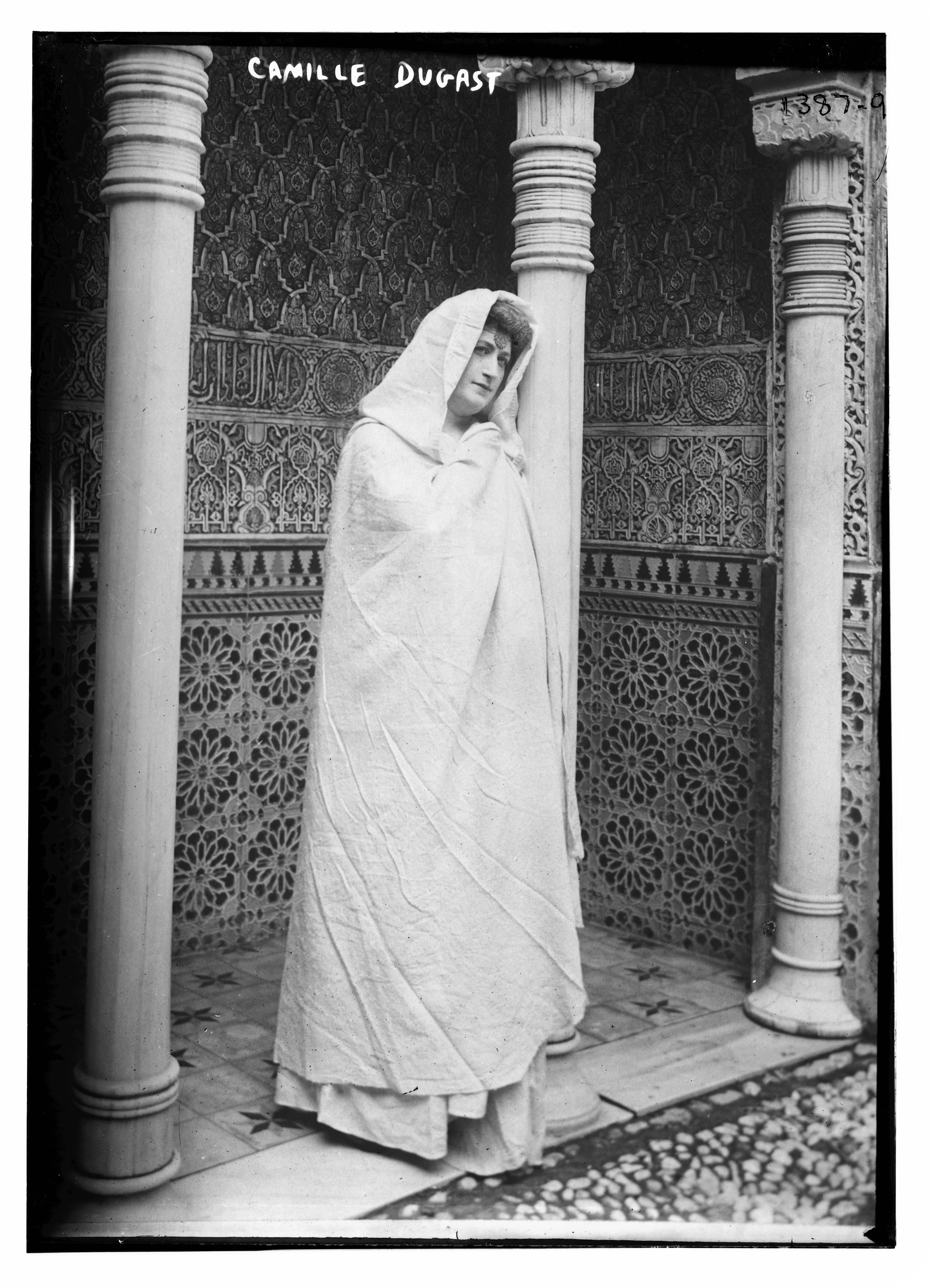
Camille du Gast em Marrocos (1906)

### Tentativa de Homicídio
Em 1910, Camille acordou a meio da noite, quando um grupo de homens, instigados pela ganância e várias promessas de fortuna proferidas pela sua filha Diane, a tentaram matar. Escapando por pouco, após a tentativa de assassinato e destroçada pela traição de sua filha, Camille nunca mais voltou a ser a mesma.

### Activismo Social, Feminismo e Defesa dos Direitos dos Animais
Após a experiência traumática e com o eclodir da Primeira Guerra Mundial, Camille du Gast deixou para trás as competições desportivas e entregou-se a várias causas de cariz social. Organizou angariações para enviar mantimentos e medicamentos aos militares feridos em Capvern-les-Bains, fundou a associação Reconstitution du foyer para se reconstruir as casas devastadas pela guerra em Marne e integrou o comité central da Ligue Française du Droit des Femmes (Liga Francesa dos Direitos das Mulheres), tornando-se mais tarde vice-presidente da organização feminista.
Nos anos que se seguiram, participou em inúmeras publicações de ideologia feminista, onde falava abertamente sobre a importância da representação feminina no desporto assim como sobre o direito à educação e o acesso à saúde para as mulheres desfavorecidas, travando ainda amizade com a médica Blanche Edwards-Pilliet, com quem colaborou ao financiar consultas médicas e tratamentos para mulheres e crianças sem posses nos bairros mais desfavorecidos de Paris.
Na década de 1920, conheceu a actriz Marguerite Durand, que a inspirou a militar pela protecção dos direitos dos animais, colaborando inicialmente no então recém-criado abrigo para animais abandonados e feridos, por iniciativa de Gordon Bennett. Pouco depois, Camille du Gast começou a militar na Société protectrice des animaux (Sociedade Protectora dos Animais, SPA), tornando-se presidente da sociedade pelos direitos dos animais em 1926 até à data da sua morte.

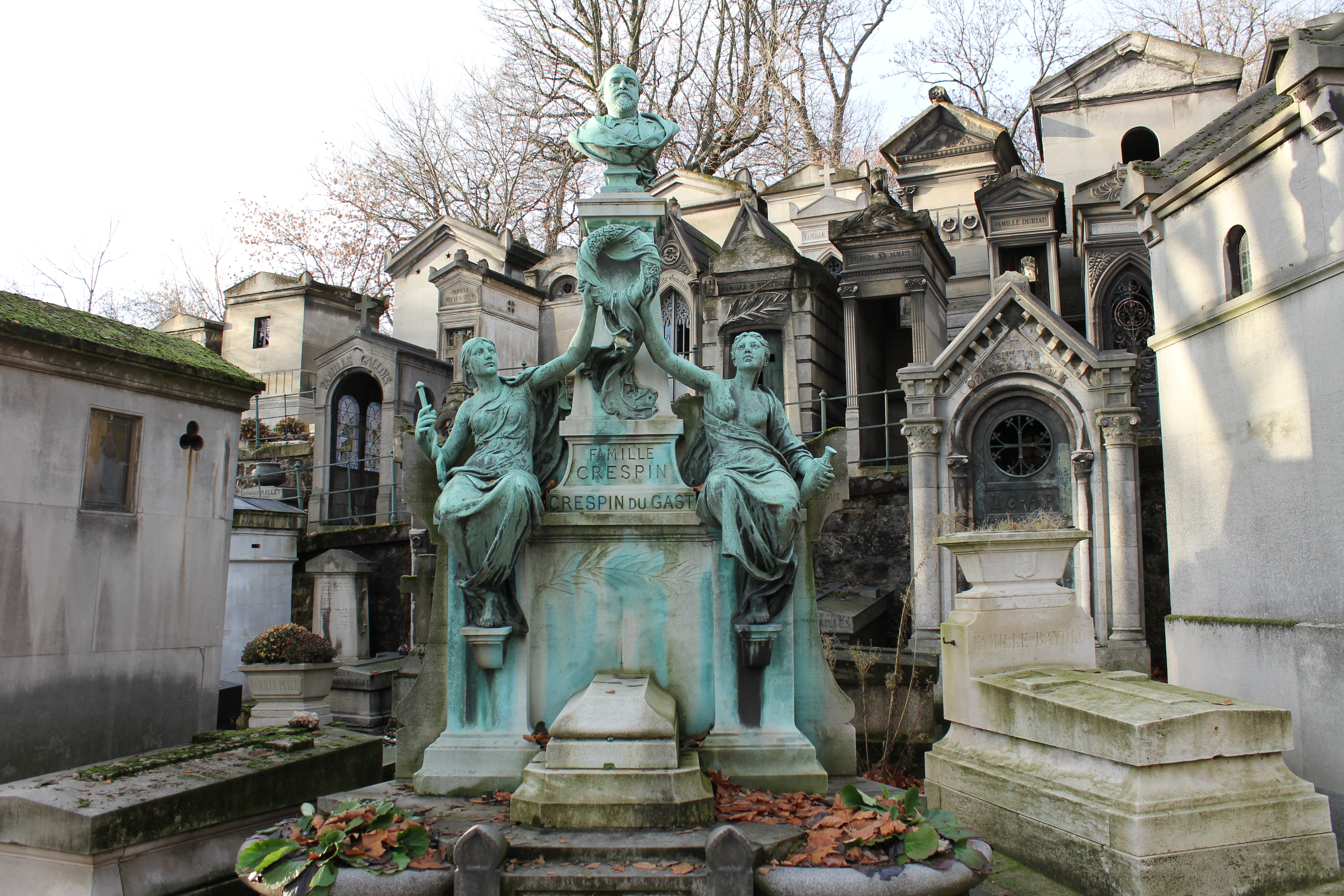
Jazigo da família Crespin, no Cemitério Père Lachaise, em Paris, França

Em 1929, pela sua carreira desportiva e trabalho benemérito, foi homenageada quando o governo francês baptizou uma rua como o nome Rue Crespin du Gast no bairro de Ménilmontant, do 20.º arrondissement de Paris. Ao ser homenageada ainda em vida, este acto raro, foi também simbólico para a causa feminista que tanto abraçava, visto até então serem praticamente inexistentes ruas com nomes de mulheres. 

### Últimos Anos de Vida
Com a ocupação da França pela Alemanha nazi, durante a Segunda Guerra Mundial, Camille du Gast continuou a prestar auxílio a várias famílias necessitadas, mães solteiras e órfãos de guerra, contudo estando o país sob o controlo dos alemães, as suas acções passaram a ser clandestinas, correndo graves perigos caso fosse descoberta.
Faleceu a 24 de abril de 1942, com 73 anos, sendo sepultada no jazigo da família Crespin no Cemitério Père Lachaise em Paris. O sepulcro, que se encontra na 36ª secção do cemitério, é adornado com um busto de bronze de Jacques François Crespin e várias estátuas decorativas realizadas pelo escultores Jules Dalou, Alexandre Falguière e Étienne Leroux.

## Escândalo: La Femme au Masque

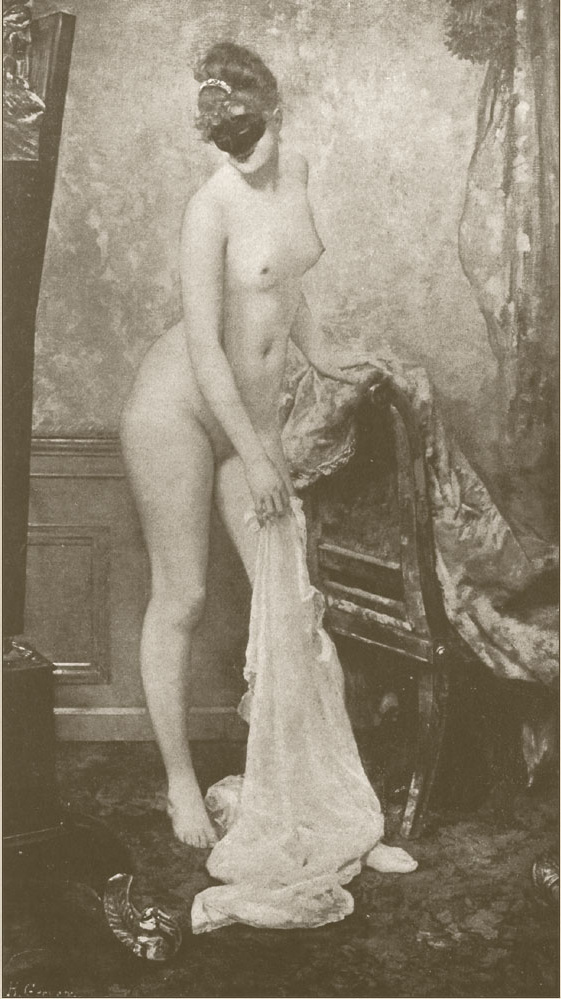
La Femme au Masque de Henri Gervex (1885)

Em 1885, Henri Gervex pintou a famosa La Femme au Masque (A Mulher de Máscara), uma pintura que impressionou os mais célebres salões de arte em Paris e gerou o choque do público parisiense, ao representar uma mulher nua, com apenas uma mascarilha a esconder o seu rosto. A modelo era Marie Renard, de 22 anos de idade, uma costureira que posava para os pintores Gervex, Édouard Manet, John Singer Sargent, Paul César Helleu e Madeleine Jeanne Lemaire, entre muitos outros, em troca de algumas moedas, contudo a sua identidade nunca foi revelada publicamente, causando grandes especulações, muitas acusações e até confrontos e duelos entre alguns maridos suspeitos da conduta de suas esposas e o pintor ao longo dos anos.

Em 1902, um dos mais famosos advogados de França, Henri Barboux, que representava o pai e irmão de Camille, acusados de injusta apropriação da herança deixada após a morte de Clémence Carpentier, durante um processo judicial hostil levado a cabo pela famosa viúva Madame Camille Crespin du Gast, a acusou de ter posado nua para o quadro, entregando uma cópia da pintura La Femme au Masque e uma fotografia da desportista ao tribunal, explicando que as semelhanças eram prova suficiente, sendo reflectoras do carácter da acusadora. Sentindo-se humilhada e atacada durante horas, Camille du Gast tentou proferir por várias ocasiões que tal história era mentira, contudo, a sua imagem já havia sido denegrida e foi ameaçada pelo juiz de ser expulsa por desrespeito ao tribunal. Apesar da acusação ser falsa, rapidamente a história se propagou não só por Paris como por toda a França e além fronteiras, gerando nos meses que se seguiram uma campanha de difamação, chacota e calúnia pela imprensa e várias personalidades da sociedade francesa.

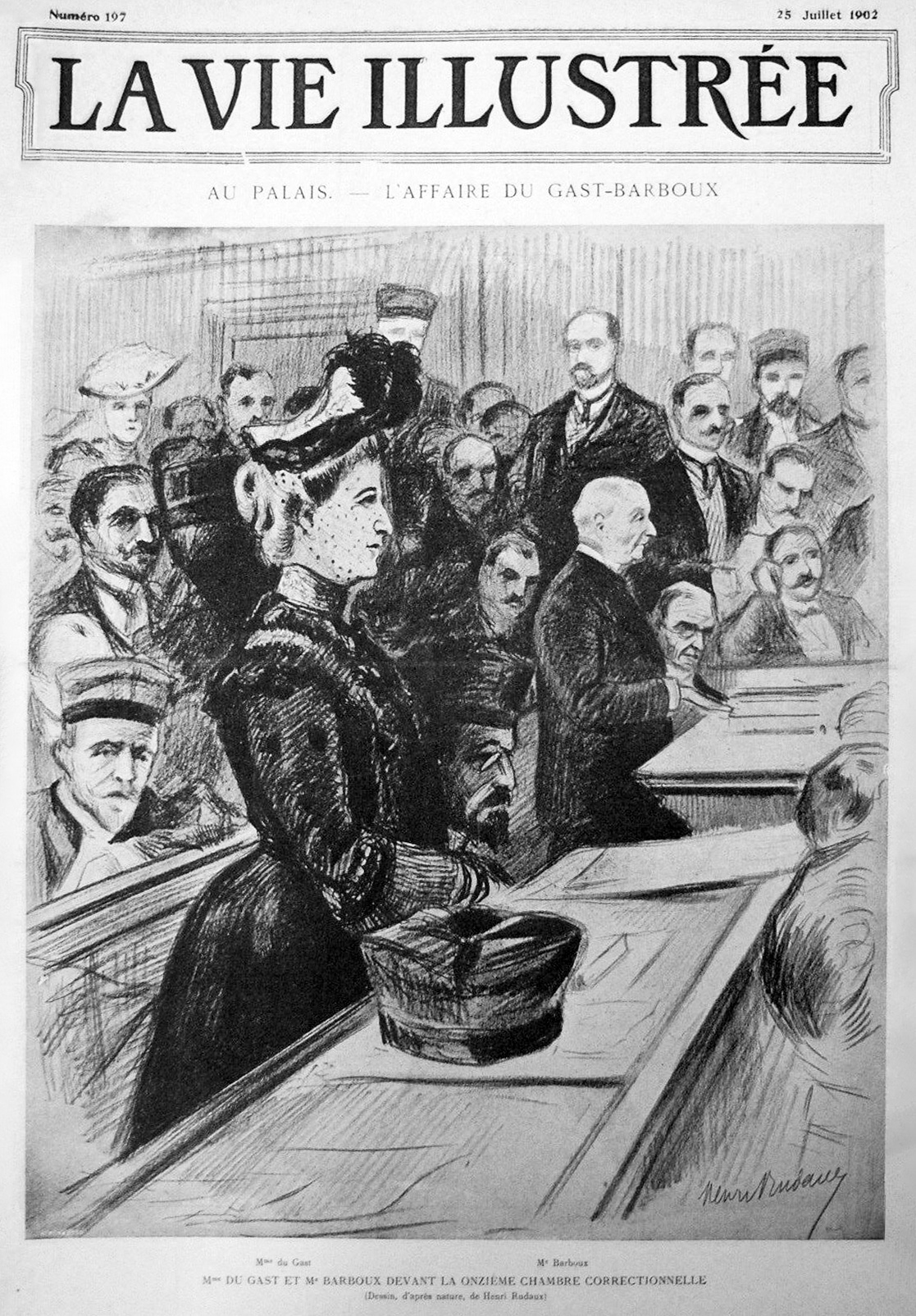
Primeira página do jornal La Vie Illustrée, publicado a 25 de julho de 1902, retratando Madame Camille du Gast, no julgamento do seu caso de difamação contra o advogado Maitre Barboux.

Meses após o incidente, Camille retaliou judicialmente com uma acção legal contra Barboux, argumentando que no ano em que a obra havia sido produzida e exposta pela primeira vez, ela era menor e não conhecia o pintor. Chamou como testemunhas Henri Gervex e Marie Renard, que a defenderam e expuseram a verdade sobre a musa do quadro, contudo a defesa de Henri Barboux argumentou que este apontou-a como a modelo após ter conhecimento disso pelos seus clientes, que existiam procedimentos legais que não haviam sido accionados pela acusadora durante a sessão em que ocorreram os factos e esta só se havia pronunciado meses depois. Indignada, a viúva perguntou se o advogado poderia retractar o que havia dito, sendo respondida com mero silêncio. «Este silêncio é uma confissão. O insulto é público. Apenas desejava uma carta privada de desculpas. Maitrê Barboux, a minha estima fica agora manchada e desonrada por este tribunal». Apesar dos seus esforços, o tribunal decretou que Camille du Gast não tinha um caso contra o advogado.
Após a sessão, Barboux deixou o tribunal por uma porta nas traseiras, receando um novo confronto com a desportista que o esperava à porta do tribunal. No entanto, ao chegar à entrada de sua casa, o advogado foi confrontado por Guy Raffard de Marcilly e Hélie de Talleyrand-Périgord, Príncipe de Sagan, amigo, admirador e pretendente da famosa viúva, que lhe deu um soco (ou duas chapadas, segundo algumas versões publicadas sobre o incidente), chamando-o de "insultador de mulheres", entre o choque e o riso de quem assistia na rua. Em setembro desse mesmo ano, os dois homens que haviam defendido Camille du Gast à porta do tribunal foram processados no Palais de Justice, sendo o príncipe multado em 500 francos e Marcilly em 100 francos.
Apesar do primeiro desfecho, Camille voltou aos tribunais para mais duas acções legais contra Henri Barboux.
O escândalo parisiense tornou-se notícia em todo o mundo, sendo relatada toda a história, com todos os detalhes, em vários capítulos e artigos, em países como Portugal, Espanha, Estados Unidos da América, Nova Zelândia ou até Austrália. Actualmente, desconhece-se o paradeiro da pintura original de Henri Gervex.

## Homenagens e Legado
- Postumamente, foi homenageada com a criação de uma escola técnica e profissional, o Lycée professionnel des métiers de l'automobile Camille du Gast, em Chalon-sur-Saône.[30] Presentemente, a escola técnica ainda existe com o nome Lycée des Métiers Camille du Gast, assim como uma outra escola do ensino básico e preparatório em Achères.
- Além da Rua Crespin du Gast, em Paris, o seu nome também figura na toponímia de outros concelhos de França, nomeadamente em Villeneuve-la-Garenne e Asnières-sur-Seine.

## Publicações
Durante a sua vida, Camille du Gast publicou vários artigos, tais como:
- A deux doigts de la mort (À beira da morte), no jornal Je sais tout de 15 de fevereiro de 1905, onde descreveu a desastrosa corrida de lanchas entre Argel e Toulon, onde naufragou, mas foi declarada vencedora da prova.
- Ce que m'a dit le Rogui, (O que o Rogui me disse), publicado em Je sais tout em 1909, onde narra a sua jornada por Marrocos a cavalo e a sua conversa com um rogui (pretendente ao trono do país).
- Prefácio do livro de Gustave Dumaine de 1933, Contes pour mon Chien (Histórias para meu cão).[31]
- Vários artigos e entrevistas para a revista La Vie heureuse (actualmente Femina).